# Oak Grove (Minnesota)
Pour les articles homonymes, voir Oak Grove.
Oak Grove est une ville américaine située dans le comté d'Anoka, dans le Minnesota. Selon les données du recensement de 2010, la population était de 8 031 habitants.